# ヒドロプレン
ヒドロプレン（英：Hydroprene）は殺虫剤として使用される昆虫成長制御剤である。ゴキブリ、甲虫類、ガに対して使用される。ヒドロプレンを使用した製品には、Gencor、Gentrol、Raid Max Sterilizer Discなどがある 。ヒドロプレンは合成幼若ホルモン模倣体で、脱皮など幼虫の発育を阻害する。